# 火球万丈
《火球万丈（英語：Great Balls of Fire）》是傑瑞·李·劉易斯在1957年于太阳唱片公司发行的一首流行歌曲，曾被用于电影《大露营（Jamboree）》中。这首歌曲是由奥蒂斯·布莱克威尔和杰克·汉默创作的。杰瑞·李·刘易斯在1957年的录音被《滾石》列为滚石杂志五百大歌曲。歌曲的结构是AABA。该单曲在美国发售的前十天，销量就已突破了一百万张；最终的总销量突破五百万张，成为了美国乃至于世界历史上的最畅销单曲之一.

## 歌曲信息
《Great Balls of Fire》最为人所知的版本由杰瑞·李·刘易斯原唱，于1957年10月8日在孟菲斯的太阳工作室录制，当时的乐队成员包括担任钢琴和主唱的刘易斯，贝司手西德尼·斯托克斯（Sidney Stokes），以及一位不知名的客席鼓手（而不是太阳工作室惯常的替补吉米·范·伊顿（Jimmy Van Eaton））和吉他手罗兰·詹斯（Roland Janes）。瑞克·布拉格（Rick Bragg）所著《JLL：他自己的故事（JLL: His Own Story）》的第133页是这样引用刘易斯的原话的：“我认识西德尼·斯托克斯，但和他不是很熟；我也不知道那些人发生了什么，（那次和他们录音）是我最后一次见到他们。这很奇怪，对吧？”这首歌曲作为单曲于1957年11月在“Sun 281”发行，在Billboard流行音乐榜上排名第2，在R&B榜上排名第3，在乡村音乐榜上排名第1。它还登上了英國單曲排行榜的榜首，也出现在新西兰单曲榜和荷兰Top 40榜上。
1957年，在华纳兄弟出品的摇滚电影《大露营》中，这首歌曲再次由杰瑞·李·刘易斯和他的乐队表演。该电影的参演还包括了卡爾·帕金斯、胖子多米诺、巴迪·诺克斯和迪克·克拉克。

## 上榜纪录
| 榜单（1957年–1958年）              | 最高排名 |
| ---------------------------------- | -------- |
| 荷兰（荷蘭四十強單曲榜）           | 30       |
| 新西兰（新西兰唱片音乐协会单曲榜） | 8        |
| 英國（官方榜单公司單曲榜）         | 1        |
| 美國（《告示牌》热门乡村歌曲榜）   | 1        |
| 美国（《告示牌》百大單曲榜）       | 2        |

## 后续影响
- 1989年，由丹尼斯·奎德主演的关于刘易斯的传记片《Great Balls of Fire!（英语：Great Balls of Fire!）》，其标题源自这首歌曲。
- 2017年，世界摔角娛樂（WWE）举办了一场名为“Great Balls of Fire”的职业摔跤比赛活动。傑利·勞勒的个人律师（同时也是杰瑞·李·刘易斯的律师）告知他说刘易斯之前注册过该词组商标，想让傑利·勞勒通知WWE此事。该律师表示：“我让他与WWE联系，讨论关于使用该词作为活动标题的合法性，但显然他给WWE打过电话了，并解决了所有法律问题。WWE不但使用了“Great Balls of Fire”作为活动的标题，还在活动中使用了杰瑞·李·刘易斯的这首歌。”[13]
- 瑞克·福萊爾透露，在1974年听到杰瑞·李·刘易斯唱出“Goodness gracious, great balls of fire, woo!”之后开始使用自己标志性的“Wooo！”口头禅。[14]
- 多莉·帕顿在FireChaser Express隆重开幕式上演唱过它。
- 1998年，Sun Records发行的1957录制版《Great Balls of Fire》进入了格莱美名人堂。[15]

### 《壮志凌云》
在1986年的电影《捍衛戰士》中，尼克·「呆頭鵝」·布雷德蕭中尉（由安東尼·愛德華茲扮演）与他的家人和彼得·“独行侠”·米契尔上尉（由湯姆·克魯斯扮演）一起在酒吧里演奏这首歌。这首歌收录在1999年发行的《壮志凌云原声带》中。这首歌也再次出现在续集中，即2022年的电影《捍衛戰士：獨行俠》中，由“鹅”的儿子布拉德利·“公鸡”·布雷德萧上尉（由麥爾斯·泰勒扮演）表演。泰勒的表演被包括在《壮志凌云：独行侠》的原声带中，并标注为现场表演。派拉蒙影業后来于2022年6月16日在YouTube上发布了泰勒作为“公鸡”表演的延长片段。